# Conoide

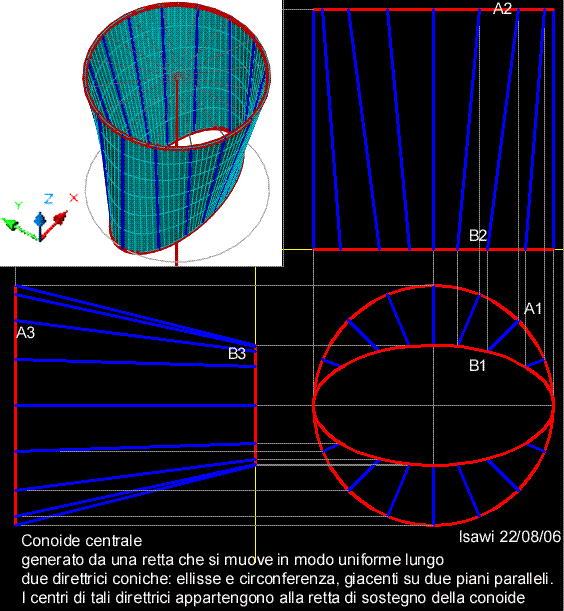
Un conoide

In geometria, il conoide è una superficie rigata generata da rette parallele a un piano (piano direttore) e incidenti una retta (asse).
Una curva che giace sul conoide e che incontra tutte le generatrici è detta direttrice. Esiste un unico conoide con piano direttore, asse e direttrice fissati.
Esempi di conoidi sono il paraboloide iperbolico, l'elicoide retto e il conoide ellittico.

Un conoide circolare retto

Il conoide circolare retto è un conoide avente un cerchio come direttrice, un asse perpendicolare all'asse del cerchio e un piano direttore perpendicolare all'asse.